# The Little Orphan (film 1910)
The Little Orphan è un cortometraggio muto del 1910 diretto da Theo Bouwmeester (Theo Frenkel).

## Trama
Una donna sposata adotta dei bambini rimasti orfani. La aiuteranno a riconciliarsi con il marito alcolizzato.

## Produzione
Il film fu prodotto dalla Hepworth.

## Distribuzione
Distribuito dalla Hepworth, il film - un cortometraggio di 160 metri - uscì nelle sale cinematografiche britanniche nel maggio 1910.
Si conoscono pochi dati del film che, prodotto dalla Hepworth, fu distrutto nel 1924 dallo stesso produttore, Cecil M. Hepworth. Fallito, in gravissime difficoltà finanziarie, il produttore pensò in questo modo di poter almeno recuperare il nitrato d'argento della pellicola.